# Золотистая львиная игрунка
Золотистая львиная игрунка, или золотистый львиный тамарин, или золотистая игрунка, или розалия (лат. Leontopithecus rosalia) — обезьяна из семейства Игрунковых.
В природе осталось всего 3500 особей и еще около 490 держатся в 150 зоопарках. Их численность продолжает снижаться. Технический прогресс на атлантическом побережье Южной Америки сильно сократил их ареал. Незаконная добыча минералов и вырубка, незаконная ловля и продажа как домашних зверей особенно сильно сократили популяцию золотистых львиных тамаринов. Также из-за снижения популяции стали частыми родственные скрещивания животных, которые сильно влияли на их жизнедеятельность. До 1996 г. они были на грани исчезновения, но успешная реализация проекта реинтродукции позволила данному виду несколько восстановить численность.
Поскольку вероятность полного исчезновения золотистых игрунок из природы очень высока, была принята программа по их спасению. Все живущие в неволе особи внесены в особый каталог, так называемую племенную книгу. В ней отмечены все этапы жизни каждой особи, указывается их родословная для того чтобы не позволить близкородственные скрещивания. Правительство Бразилии взяло полную ответственность за сохранение этого исчезающего вида. Все тамарины, живущие в неволе, являются собственностью Бразилии.
Среди местного населения тамарин очень уважается. Считается что встреча этого редкого животного понесет счастливые последствия.

## Образ жизни и биология
Львиный тамарин обитает в Южной Америке, около местности Риу Сан Жуан, около городов Риу дас Острас, Рио Бонита и Казимиро де Абреу. Тамарины активны от рассвета до заката. Они создают себе место для ночлега перед сумерками и каждый день это место меняют. Ранним утром они завтракают найденными плодами фруктовых деревьев, а потом переключаются на полную протеина трапезу из насекомых. После того предусмотрительно выбирают себе будущий ночлег. Также они предпочитают спать группами в укромных местах: выемках старых дуплистых деревьев, расщелинах утёсов или зарослях густой лианы.
Их рацион достаточно богат. Они едят множество спелых фруктов, разнообразных насекомых, не брезгуют ящерицами, яйцами птиц и также не прочь полакомиться густой смолой определённых деревьев.
У них есть не только внешнее сходство со львом, но и сходство в поведении. Они живут группами, похожими на прайды львов. Есть один доминантный самец и одна или несколько половозрелых самок, а в сумме около 5-8 особей. Различие лишь в том что в группе могут присутствовать и самцы, но при этом только один из них будет доминантным и иметь право на спаривание. Так же, как и львы, тамарины очень территориальные животные. Они пристально следят за соседствующими группами и не делятся своей территорией ни с кем.
Брачный период начинается в апреле, а потомство появляется между сентябрём и февралём. Чаще всего появляется 2 малыша. Над их опекой трудится их отец. Первые 2 месяца жизни он возит их у себя на спине, где они вцепляются ему в шерсть своими пальцами. Он отдаёт их матери только на время кормления, а потом опять их забирает.
Половозрелыми детёныши золотистого львиного тамарина становятся в возрасте 2-х лет.

## Внешность
Золотистый львиный тамарин — небольшая обезьянка, достигает 900 грамм веса, это самый крупный представитель игрунок (длина тела около 20-25 см). Название получил из-за очевидного сходства со львом. Рядом с головой он имеет что-то наподобие гривы, пышную золотистую (очень похожую по блеску на этот металл) шерсть, особенно выразительную в области головы. Столь насыщенный ярко-рыжий цвет в шерсти обусловлен высоким содержанием каротина в пище этого зверька. Эта особенность напоминает особенность птицы фламинго, для которой характерен розовый цвет перьев из-за большого употребления ракообразных.
Тамарин имеет крупные карие глаза, заметные ноздри в виде дырочек над ртом и рот, который распластался на протяжении всего лица. Цвет лица варьируется от фиолетово-телесного до светло-коричневого. Лицо почти без шерсти. Есть только немного шерсти на лбу и на подбородке. Немного напоминает лицо кошки. Также нет шерсти на пятипалых ладонях и на ступнях.
Имеет длинный (около 32-37 см) хвост, с приглаженной шерстью, которая значительно короче шерсти у головы. По строению напоминает кошачий.